# Pirostarkójú püspökmadár
A pirostarkójú püspökmadár (Malimbus rubricollis) a madarak osztályának verébalakúak (Passeriformes) rendjébe és a szövőmadárfélék (Ploceidae) családjába tartozó faj.

## Rendszerezése
A fajt William John Swainson angol ornitológus írta le 1838-ban, a Ploceus nembe Ploceus rubricollis néven.

## Alfajai
- Malimbus rubricollis bartletti Sharpe, 1890
- Malimbus rubricollis nigeriae Bannerman, 1921
- Malimbus rubricollis praedi Bannerman, 1921
- Malimbus rubricollis rubricollis (Swainson, 1838)
- Malimbus rubricollis rufovelatus (Fraser, 1843)[2]

## Előfordulása
Afrika nyugati és középső részén, Angola, Benin, Bissau-Guinea, Dél-Szudán, Elefántcsontpart, Egyenlítői-Guinea, Gabon, Ghána, Guinea, Kamerun, Kenya, a Kongói Demokratikus Köztársaság, a Kongói Köztársaság, a Közép-afrikai Köztársaság, Libéria, Mali, Nigéria,  Sierra Leone, Szudán, Tanzánia, Togo, és Uganda területén honos.
Természetes élőhelyei a szubtrópusi és trópusi síkvidéki esőerdők, valamint másodlagos erdők és ültetvények. Állandó, nem vonuló faj.

## Megjelenése
Testhossza 18 centiméter, testtömege 40-55 gramm.

## Természetvédelmi helyzete
Az elterjedési területe rendkívül nagy, egyedszáma pedig stabil. A Természetvédelmi Világszövetség Vörös listáján nem fenyegetett fajként szerepel.